# У тихой пристани
«У тихой пристани» — комедийный художественный фильм режиссёров Эдуарда Абалова и Тамаза Мелиавы.

## Сюжет
Бывший рабочий, неравнодушный к ближним и общественным делам Николай Северьянович Колючкин (Владимир Ратомский) не может начать спокойно жить, находясь на пенсии. Он вновь хочет устроиться на завод, хочет помочь малознакомой бабушке. Бывший эстрадный артист Александр Лукич Пушков (Василий Меркурьев) находит своё пребывание на пенсии благополучным.
Пушков хочет приохотить своего соседа Колючкина к рыбалке. Параллельно разыгрываются другие комедийные ситуации.
Сначала Пушков теряет ребёнка, которого ему доверил отвести в детский сад Колючкин. Затем Колючкин оформляет бабушку, которой помог на улице, в дом пенсионера. Пушков, думающий, что его сосед решил сам переехать в дом пенсионера, бросается за ним, надеясь вытащить его оттуда. По дороге они видят ужасное состояние грунтовой дороги. Они отправляются наставлять на путь истинный[уточнить] начальника дорожного строительства этого района Картонкина (Афанасий Белов), однако он встречает их полным непониманием. Тогда они обращаются к водителю служебного мотоцикла Картонкина — с просьбой провезти начальника по этой дороге.

## В ролях
- Владимир Ратомский — Николай Северьянович Колючкин
- Василий Меркурьев — Александр Лукич Пушков
- Татьяна Гурецкая — Марья Сергеевна Пушкова
- Афанасий Белов — Георгий Михайлович Картонкин, начальник отдела дорожного строительства
- Анатолий Кубацкий — Куприянов, кляузник и анонимщик
- Борис Новиков — Арнольд Базюков, хулиган и дебошир
- Павел Волков — дворник Кузьмич
- Александр Гумбург — Иван Арсеньич, председатель завкома
- Елизавета Лилина — Фёкла Иннокентьевна, домработница
- Витя Ларин — Витя
- Надежда Самсонова — Лариса Базюкова, жена Арнольда
- Георгий Георгиу — Александр Юрьевич, кинорежиссер
- Лев Раскатов — Сергей Петрович, ассистент режиссера
- Виктор Кольцов — Касьян Иванович, член «Клуба пенсионеров»
- Валентин Брылеев — Крылов, водитель Картонкина

## Съёмочная группа
- Сценарий: Афанасий Белов
- Художественный руководитель: Сергей Юткевич
- Режиссёры: Эдуард Абалов, Тамаз Мелиава
- Операторы: Герман Лавров, Сергей Шемахов
- Композитор: Серафим Туликов
- Текст песен: Николай Доризо
- Художник по костюмам: Валентин Перелётов